# Мамонтов, Владимир Константинович
Влади́мир Константи́нович Ма́монтов (род. 21 декабря 1952, Владивосток) — советский и российский журналист, медиаменеджер, председатель Совета директоров газеты «Комсомольская правда», Генеральный директор радиостанции «Говорит Москва». Ведёт авторские колонки в Интернет-газете «Взгляд», а также в журнале «Фома», работает для газеты «Культура» и ресурса «УМ+».

## Биография
Окончил факультет журналистики Дальневосточного государственного университета в 1975 году. Во владивостокской газете «Красное знамя» работал корреспондентом отдела науки, заведовал отделом культуры, затем был собственным корреспондентом газеты «Советская Россия» в Хабаровске.
С 1 июля 1990 года работал в газете «Комсомольская правда». Был заместителем редактора отдела пропаганды и военно-патриотического воспитания молодёжи, отдела республик, редактором отдела литературы и искусства, ответственным секретарём, а с 1994 года — шеф-редактором и одним из создателей пятничного номера «Комсомольской правды», так называемой «Толстушки». Эта газета установила рекорд тиража на постсоветском пространстве — в лучшие годы он доходил до 3,5 миллионов экземпляров. Мамонтов вспоминал об этом периоде в телевизионной беседе (2010 год):
«К власти» тогда пришла группа товарищей, примкнувших к Сунгоркину, нынешнему главному редактору «Комсомолки». В жесточайшей борьбе с теми, кто примкнул к Муратову и Кушнереву, которые создали не менее прекрасный проект «Новая газета». Те же, кто остался на консервативных позициях, продолжали выпускать «Комсомольскую правду».
В марте 1997 года поддержал решение о продаже акций газеты «ОНЭКСИМ-банку». В мае того же года стал первым заместителем главного редактора газеты, а 7 мая 1998 года был назначен её главным редактором. В 1999 году, когда было принято решение о введении должности шеф-редактора «Комсомольской правды», был назначен на эту должность.
8 ноября 2005 года Мамонтов был назначен главным редактором газеты «Известия» вместо Владимира Бородина.
В январе 2006 года стал известен «Меморандум» Мамонтова, обращённый к сотрудникам «Известий».
Член партии «Единая Россия». 15 февраля 2012 года был одним из инициаторов выпуска газеты «Не дай Бог!», распространявшейся бесплатно в качестве приложения к газетам «Аргументы и факты» и «Комсомольская правда». Хотя газета объявила своим лозунгом борьбу за честные выборы, основной тематикой статей стала критика протестов против фальсификации выборов.

## Награды
- Почётный знак «За заслуги в развитии печати и информации» (21 ноября 2019 года, Межпарламентская ассамблея СНГ) — за значительный вклад в формирование и развитие общего информационного пространства государств —участников Содружества Независимых Государств, реализацию идей сотрудничества в сфере печати и информации[10];
- Медаль «За освобождение Крыма и Севастополя» (17 марта 2014 года) — за личный вклад в дело по возвращению Крыма в Россию[11].